# Valós Idejű Bruttó Elszámolási Rendszer
A Valós Idejű Bruttó Elszámolási Rendszer (VIBER) egy nagy összegű, időkritikus tranzakciók elszámolására és kiegyenlítésére szolgáló rendszer, amelyet a Magyar Nemzeti Bank (MNB) üzemeltet. Azaz egy, a jegybank által üzemeltetett ún. RTGS (Real-Time Gross Settlement System).
A VIBER biztosítja a pénzforgalmi szolgáltatók közötti valós idejű fizetések gyors és megbízható lebonyolítását. A rendszer elsősorban nagy összegű pénzforgalmi megbízások, értékpapírügyletek, valamint egyéb likviditáskezelési és kockázatcsökkentési műveletek elszámolására és kiegyenlítésére szolgál.

## Működése
A VIBER-t az MNB hozta létre 1999. szeptember 3-án, és Magyarországon ez az egyetlen valós idejű, nagy összegű fizetéseket teljesítő rendszer.  
A VIBER egy bruttó elven működő rendszer, amelyben a tranzakciók tételenként kerülnek feldolgozásra és kiegyenlítésre. Ez azt jelenti, hogy minden egyes tranzakció azonnal és külön kerül elszámolásra, nem pedig kötegelve, meghatározott időközönként, mint a nettó elszámolási rendszerekben. 
Az MNB ügyfélszámla-vezető rendszerében történő reggeli kötegelt feldolgozású könyvelést követően, a rendszer automatikusan összeveti a VIBER-tagok MNB ügyfélszámlavezető rendszerében levő számláinak egyenlegét a VIBER előző napi záró egyenlegével, és a különbségről feladást készít a VIBER felé. Az MNB számlavezető rendszeréből a limitek is bekerülnek a VIBER-be. Záráskor a számlaegyenlegek és a limitek visszakerülnek az MNB számlavezető rendszerébe. 
A tételek a VIBER-ben valós időben teljesülnek, kivételt képeznek az előre értéknapozott megbízások.

## Résztvevők és tagsági feltételek
A VIBER-t a belföldi pénzforgalmi szolgáltatók, vagyis hitelintézetek, pénzforgalmi intézmények vagy elektronikuspénz-kibocsátó intézmények, a külföldi hitelintézetek fióktelepei, az MNB, a Magyar Államkincstár, pénzügyi infrastruktúrák (pl. a KELER, KELER KSZF, a GIRO által üzemeltetett BKR vagy a CLS Bank által működtetett CLS rendszer), a Magyar Posta Zrt. által üzemeltetett Posta Elszámoló Központ (PEK), és távoli határon átnyúló szolgáltatóként az EGT-tagállamok pénzforgalmi szolgáltató használhatják. Az MNB partnerkörébe tartoznak még, így VIBER-ben elérhetők - nemzetközi viszonosság alapján - más országok jegybankjai, az Európai Bizottság vagy pl. nemzetközi pénzügyi szervezetek (IMF, BIS stb.) is.
A rendszerben való közvetlen részvétel technikai követelményekhez kötött, így a résztvevőknek rendelkezniük kell jegybanki bankszámlával, kiépített SWIFT-kapcsolattal, és teljesíteniük kell a rendszerhez való csatlakozás technikai tesztjeit. Ezen túlmenően az MNB egyéb, nem technikai feltételeket is szabhat a csatlakozáshoz. 
A rendszerhez lehetséges közvetetten is kapcsolódni.

## A VIBER által kezelt tranzakció típusok
A rendszer nem korlátozza a kezelt tranzakciók összegét, így bármilyen nagyságú pénzmozgás feldolgozásra kerülhet. A tagok – az MNB és a KELER kivételével – csak átutalási megbízásokat kezdeményezhetnek a rendszerben.  
A VIBER üzemideje alatt a következő fizetési műveleteket lehet lebonyolítani: 
- Ügyféltételek (rendszertag pénzforgalmi szolgáltatók saját számlás ügyletei, BKR elszámolások kiegyenlítése és a pénzforgalmi szolgáltatók ügyfeleinek egyedi fizetési megbízásai)
- Értékpapírügyletekhez kapcsolódó fizetések
- Jegybanki tranzakciók

A VIBER létfontosságú szerepet játszik Magyarország pénzügyi infrastruktúrájában. Biztosítja a nagy összegű tranzakciók gyors és biztonságos elszámolását és kiegyenlítését, elősegítve ezzel a gazdaság hatékony működését és a pénzügyi rendszer stabilitását. 
Részletes információ az MNB Üzleti feltételeiben található a VIBER működéséről és a csatlakozási feltételekről.